# Sheep Island (Argyll and Bute)
Sheep Island är en ö i Storbritannien.   Den ligger i riksdelen Skottland, i den västra delen av landet, 500 km nordväst om huvudstaden London.